# Paul Brondeel
Paul Brondeel (Lede, 20 juni 1927 - Brugge, 1 maart 2009) was een Vlaams schrijver.

## Levensloop
Van 1955 tot juni 1961 was Paul Brondeel ambtenaar in Belgisch-Kongo. Vanaf 1961 werkte hij bij de toenmalige RTT en woonde in de Keizer Karelstraat in Brugge.
Als letterkundige is zijn naam vooral verbonden aan de koloniale romans Dagboek van een nacht (1967) en Ik, blanke kaffer (1970) die een indringend beeld schetsen van een koloniale loopbaan en van de onzekerheden die het einde van de koloniale periode kenmerkten. Beide romans bereikten een grote oplage en nuanceerden enkele sterk verspreide clichés over het ambtenarenleven in de kolonie. In 1966 ontving hij de Prijs voor de roman van de provincie West-Vlaanderen voor Dagboek van een nacht. In de jaren zeventig en tachtig publiceerde hij onder meer de romans Nachttrein in september (1974), Peter Bloeme (1983) en Manslag (1988). Zijn literair mensbeeld is getekend door een somber pessimisme dat niet zelden een existentiële angst verwoordt. Tot op hoge leeftijd bleef hij literair actief: naast romans publiceerde hij ook korte verhalen en poëzie.
Hij was getrouwd met Christiane Hubaut en vader van vier kinderen. Hij was de neef van schrijver  Maurice D'Haese.
In 2019 verscheen de goed ontvangen heruitgave van 'Ik, blanke kaffer', met een nawoord van Wout Vlaeminck.

## Publicaties
- Dagboek van een nacht, roman, 1967.
- De handen, roman, 1968.
- Het andere leven, roman, 1968.
- Ik, blanke kaffer, roman, 1970. Heruitgave met een nawoord van Wout Vlaeminck, 2019.
- Weekend in Brugge, roman, 1970.
- Nachttrein in september, roman, 1974.
- Het web in de hersens, roman, 1975.
- De meerdere jaren, roman, 1976.
- Peter Bloeme, roman, 1983.